# Daniela García
Daniela García Tena (* 31. August 2001 in Palma) ist eine spanische Leichtathletin, die sich auf den Mittelstreckenlauf spezialisiert hat.

## Sportliche Laufbahn
Erste internationale Erfahrungen sammelte Daniela García im Jahr 2019, als sie bei den U20-Europameisterschaften in Borås in 2:05,43 min den sechsten Platz im 800-Meter-Lauf belegte. 2021 erreichte sie bei den Halleneuropameisterschaften in Toruń das Halbfinale und schied dort mit 2:04,32 min aus und im Juli gelangte sie bei den U23-Europameisterschaften in Tallinn mit 2:04,13 min auf Rang fünf. Im Jahr darauf gewann sie bei den Ibero-Amerikanischen Meisterschaften in La Nucia in 2:03,65 min die Silbermedaille hinter der Uruguayerin Déborah Rodríguez und anschließend belegte sie bei den Mittelmeerspielen in Oran in 2:03,45 min den fünften Platz. Im September wurde sie auch bei den U23-Mittelmeer-Meisterschaften in Pescara in 2:09,84 min Fünfte und gewann mit der spanischen 4-mal-400-Meter-Staffel in 3:43,21 min die Silbermedaille hinter dem italienischen Team. 2023 kam sie bei den Halleneuropameisterschaften in Istanbul mit 2:04,20 min nicht über den Vorlauf hinaus und im Juli siegte sie in 2:02,96 min bei den U23-Europameisterschaften in Espoo. Im August schied sie bei den Weltmeisterschaften in Budapest mit 2:00,92 min in der ersten Runde aus. Im Jahr darauf schied sie bei den Europameisterschaften in Rom mit 2:00,68 min im Semifinale aus. 
2025 schied sie bei den Halleneuropameisterschaften in Apeldoorn mit 2:02,16 min im Halbfinale über 800 Meter aus. Im Juli gewann sie bei den World University Games in Bochum in 2:00,12 min die Bronzemedaille hinter der Italienerin Eloisa Coiro und Veronica Vancardo aus der Schweiz. 

## Persönliche Bestleistungen
- 800 Meter: 2:00,05 min, 5. Juli 2025 in Ordizia
  - 800 Meter (Halle): 2:02,16 min, 8. März 2025 in Apeldoorn
- 1500 Meter: 4:09,27 min, 30. April 2024 in Huelva